# BSA M20-serie
De BSA M20-serie was een serie 500cc-motorfietsen die het Britse merk BSA uit Birmingham produceerde van 1937 tot 1963.

## Voorgeschiedenis
BSA had in 1924 de 500cc-Model S-serie geïntroduceerd, aanvankelijk met alleen zijkleppers, maar vanaf 1927 ook met kopkleppers. Er waren staande eencilinders maar ook slopers, allemaal met een boring van 80 mm en een slag van 98 mm. In 1932 volgde de BSA W-serie met meer "vierkante" (85 × 88 mm) motoren. In deze serie vond men al de luxe en sportieve W32-7, W33-8, W34-9 en W35-8 Blue Stars en de nog snellere W33-9, W34-10 en W35-9 Specials. In 1936 was van deze serie alleen de W6-zijklepper nog over. De kopkleppers vond men in de Q-serie, met nog steeds de Q21 New Blue Star, maar ook al diens opvolger, de BSA Q8 Empire Star. In 1936 was David Munro al begonnen met het maken van nieuwe ontwerpen, maar in dat jaar kwam Valentine Page over van Triumph en hij richtte zich niet alleen op nieuwe motorblokken, maar veranderde ook de modelaanduiding. De 250cc-modellen waren tot dat moment samengebracht in de 250cc-B-serie, de 350cc-modellen in de R-serie, de 500cc-modellen in de W- en Q-series en de 600cc-modellen in de M-serie. Page gaf de 350cc-modellen nu ook de aanduiding "B" (BSA B-serie 350 cc) en de 500cc-modellen kregen de net als de 600cc-modellen de aanduiding "M". De BSA M-20 maakte deel uit van deze 500cc-M-serie. 

## BSA M-serie
Hoewel Val Page na de Tweede Wereldoorlog weer naar zijn oude werkgever Ariel terugkeerde drukte hij met zijn nieuwe motorontwerpen een stempel op de toekomstige BSA-modellen. Tot 1960 bleven de 350- 500- en 600cc-modellen de kenmerken van zijn ontwerpen vertonen. De simpelste van zijn ontwerpen, de M20 zijklepper, bleef ondanks zijn beperkte vermogen van 13 pk tot 1963 bestaan. Van de afgeleide militaire W-M20 werden ruim 125.000 exemplaren gebouwd, niet alleen voor het Britse leger, maar ook voor Australië, India, Zuid-Afrika en Zweden. Page ging terug naar de lange slag-motoren. Al zijn 500cc-modellen kregen een boring van 82 mm en een slag van 94 mm. Het gaf hem de mogelijkheid om de verbrandingsruimte van de zijkleppers klein te houden, maar kostte vermogen van de kopkleppers M22 Sports en M23 Empire Star.

### BSA M20 Tourer
De M20 Tourer volgde in 1937 de W6 op. Er waren grote verschillen. De W6 had een dubbel wiegframe, een boring/slagverhouding van 85 × 88 mm, de olie van het dry-sump-smeersysteem zat in een apart compartiment aan de voorkant van het carter en de magdyno die voor de ontsteking en de stroomvoorziening zorgde zat voor de cilinder. Dat werd bij de M20 Tourer allemaal veranderd. De M20 werd als solomotor verkocht, maar was nadrukkelijk ook bedoeld als zijspantrekker. De machine werd in 1937 en 1938 geproduceerd.

#### Uitrusting
De M20 Tourer had een zwart frame, een groene benzinetank met bovenop het instrumentenpaneel en een snel verwijderbaar achterwiel. De driehoekige zwarte kastjes met boordgereedschap zaten hoog tegen het achterspatbord. De machine had een laaggeplaatste fishtail-uitlaat en de bagagedrager was een accessoire. Opmerkelijk was de bijna volledige afwezigheid van chroom, zoals bij de velgen en de tank. De gasbediening gebeurde met een twistgrip. 

#### Motor
De motor van de M20 was een dwarsgeplaatste luchtgekoelde staande eencilinderzijklepper met een boring van 82 mm, een slag van 94 mm en een cilinderinhoud van 496,4 cc. De cilinderkop was met acht bouten aan het carter bevestigd.
De compressieverhouding bedroeg 4,9:1 en het vermogen 13 pk bij 4.200 tpm, waarmee zonder zijspan een topsnelheid van ca. 100 km/h mogelijk was. De motor had een dry-sump-smeersysteem, waarbij het oliecompartiment in het carter was vervangen door een normale olietank rechts onder het zadel, naast de accu. De ontsteking en stroomvoorziening werden verzorgd door een magdyno van Lucas die door Val Page nu achter de cilinder was geplaatst en de carburateur was geleverd door Amal, twee bedrijven die eveneens in Birmingham gevestigd waren. Het distributiecarter zat rechts, waarbij de kleppen achter een klein gestyleerd plaatje verborgen waren. Via dit distributiecarter werden ook de magdyno en de oliepomp aangedreven.

#### Transmissie
Op het linker uiteinde van de krukas zat een transmissiedemper om de beide aandrijfkettingen te beschermen tegen de schokken van de motor. De primaire ketting liep een gesloten kettingkast en dreef de meervoudige droge plaatkoppeling aan. Daarnaast zat de handgeschakelde vierversnellingsbak met kickstarter. De secundaire aandrijving geschiedde met een ketting in een open kettingscherm.

#### Rijwielgedeelte
De machine had een semi-dubbel wiegframe, met alleen dubbele buizen onder het motorblok. De voorvering werd verzorgd door de gebruikelijke parallellogramvork uit eigen productie van BSA, die werkte volgens het Girder-principe met een enkele centrale veer. De vork had twee frictiedempers, een als schokdemper en een als stuurdemper. De "achtervering" moest komen van een comfortabel geveerd zweefzadel. Voor en achter zaten trommelremmen.

#### BSA M20 Standard en BSA M20 De Luxe
In 1939 verschenen twee versies van de M20, de M20 Standard  en de M20 De Luxe. Ze kregen allebei voetschakeling, een grijs/groene tank en een gereedschapskastje rechts tussen de buizen van het achterframe. De M20 Standard had een goedkopere deegroluitlaat en het instrumentenpaneel op de tank was er niet meer. De M20 De Luxe had nog steeds de fishtail-uitlaat en wel een instrumentenpaneel op de tank. Beide modellen hadden een licht gewijzigde motor met tien cilinderkopbouten. 
| Bij het Bombardement op Coventry op 14 november 1940 werd de Triumph-fabriek verwoest, waardoor Triumph niet in staat was de Triumph 3TW aan het Britse War Office te leveren. Ook de fabriek aan Armoury Road waar de BSA W-M20 werd gebouwd werd vernield, waarbij 53 werknemers sneuvelden en 89 gewonden vielen. Pas na zes weken waren alle lichamen geborgen. BSA maakte echter niet alleen motorfietsen maar ook fietsen, wapens en munitie. Daarom bezat het niet minder dan 67 fabrieken en de motorfietsproductie kon makkelijk verplaatst worden. Dit betekende dat het War Office nu noodgedwongen moest kiezen voor andere militaire motorfietsen, de 350cc-Matchless G3/L en de 500cc-BSA W-M20 |

### BSA K-M20 en W-M20 (WD M20)
Een eerste prototype van een militaire M20 werd al in 1936 voor tests aangeboden aan het MWEE (Mechanical Warfare Experimental Establishment). Dat betekent dat Val Page al in het jaar dat hij bij BSA begon dit eerste model maakte. De machine, die toen nog K-M20 heette, zakte voor de test wegens te grote slijtage toen de zuiger al na 10.000 km aan vervanging toe was. In 1937 slaagden twee machines nipt voor de 10.000 mijl (16.000 km)-test. In 1938 kreeg de machine kritiek voor het hoge gewicht, de lage topsnelheid en de beperkte bodemvrijheid, maar pluspunten voor de betrouwbaarheid en het eenvoudige onderhoud. In 1938 werd een klein aantal groen gespoten burgerversies onder de naam K-M20 geleverd aan de British Army, de Royal Navy en de Royal Air Force. Vanaf oktober 1939 werd een aantal prototypen van een militaire versie aan het War Office geleverd. Dit waren civiele motorfietsen met enkele specifiek militaire aanpassingen, zoals een grote koplamp (diameter 20 cm) met een zwarte verduisteringskap en een kleiner achterspatbord. De machine ging dienst doen in Noord-Afrika. In 1941 werden de nummerplaten verwijderd en de frictiedemper op de voorvork werd eerst vervangen door een exemplaar van bakeliet en later een van plaatstaal. Ook de koplamp werd kleiner: 15 cm. De standaard-bagagedrager van het Britse leger, die geschikt was voor de montage van canvastassen, kon niet worden gebruikt omdat de K-M20 een lange standaard had, een soort van jiffy, die met een klem links onder het zadel zat. Deze standaard was te lang voor de montage van het bagagerek, want in opgeklapte toestand zat hij naast het achterwiel.
De BSA W-M20 was de uiteindelijke militaire versie van de M20 die tijdens de Tweede Wereldoorlog werd ingezet en die ook wel BSA WD M20 (War Department M20) werd genoemd. In 1942 ontstond een tekort aan rubber, waardoor de handvatten en voetsteunen werden bekleed met canvas. In 1942 werd de lange standaard naar voren verplaatst en vanaf dat moment werd ook het universele bagagerek gebruikt. In 1943 volgden nog enkele kleine modificaties. De carterbeschermingsplaat werd veranderd en er kwam een hoog geplaatst Vokes-luchtfilter in een doos boven op de tank.
Uiteindelijk leverde BSA ruim 125.000 exemplaren tijdens de oorlog, maar nog lang daarna bleef de BSA W-M20 vanwege de beschikbaarheid van onderdelen en het eenvoudige onderhoud dienst doen als legermotor. Hier en daar zelfs tot eind jaren zestig.

### BSA M20
1940
In 1940 was het modellenaanbod door het uitbreken van de Tweede Wereldoorlog en de oorlogsproductie die BSA moest draaien drastisch ingeperkt. Van de civiele M20-modellen bleef alleen de M20 Standard nog over, die nu eenvoudig de naam BSA M20 kreeg. De machine kostte 65 pond en 10 shilling. 
1945-1963
Tijdens de oorlog werd de civiele productie stilgelegd, maar in 1945 kwam de BSA M20 weer in het modellenaanbod. In 1948 werd het model gemoderniseerd en uitgerust met onderdelen die al gebruikt werden op de inmiddels geïntroduceerde 500cc-B33-serie, zoals de accudrager, de zilvergrijze tank het gereedschapskastje. Tegelijk werd de BSA M33 uitgebracht, een machine met een M20-frame maar een BSA B33-kopklepmotor. In juni 1948 kreeg de M20 een telescoopvork en in 1951 werd plunjer-achtervering leverbaar, maar de "starre" frames bleven tot 1954 leverbaar. In 1952 kregen de plunjervering-exemplaren de mogelijkheid om een buddyseat te monteren. Eind 1955 ging de BSA M20 officieel uit productie, maar klanten konden de machine nog steeds bestellen. In 1961 werd ze zelfs nog voorzien van een wisselstroomdynamo en de machines die de AA (de Britse wegenwacht) bestelde kregen een 12-volt-installatie, waarschijnlijk om starthulp te kunnen bieden aan 12-volt-auto's. In 1963 eindigde de productie definitief.

### Afbeeldingen M-serie zijkleppers

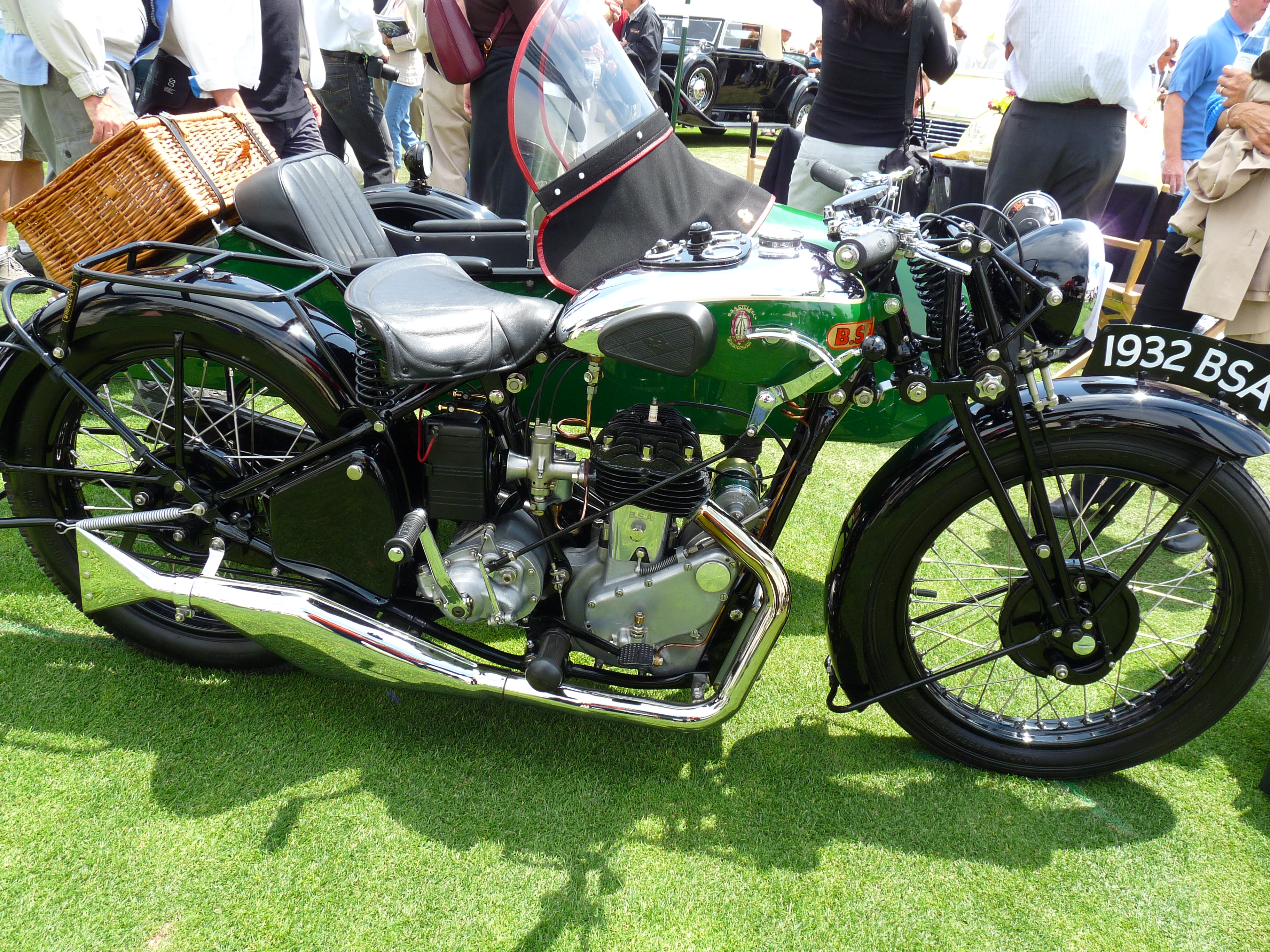
De "oude" zijklepper uit de W-serie met de magdyno nog voor de cilinder
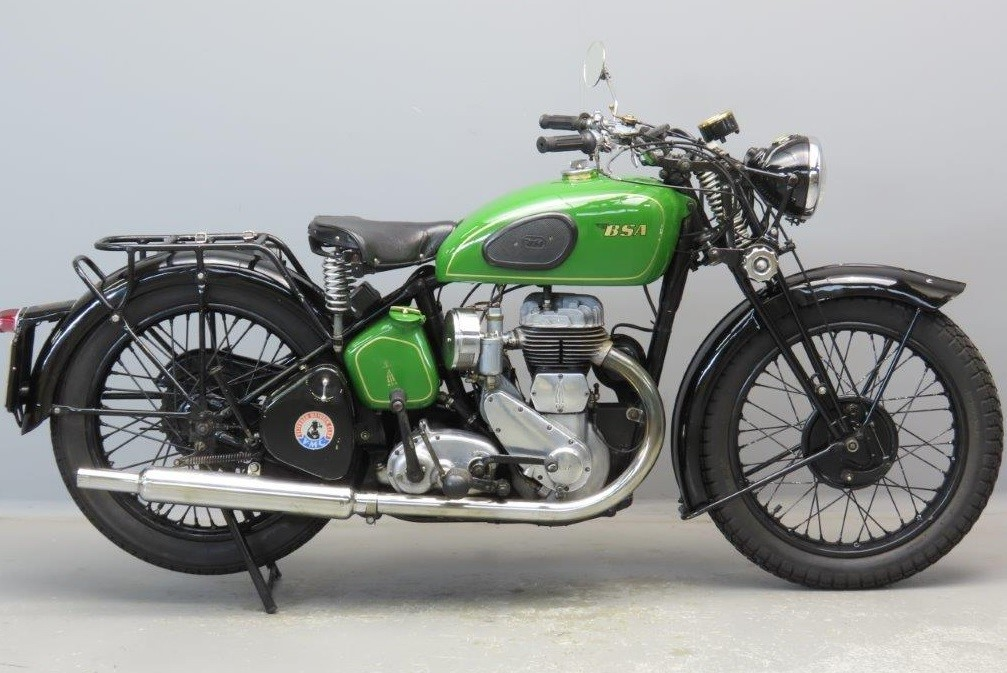
BSA M20 uit 1939
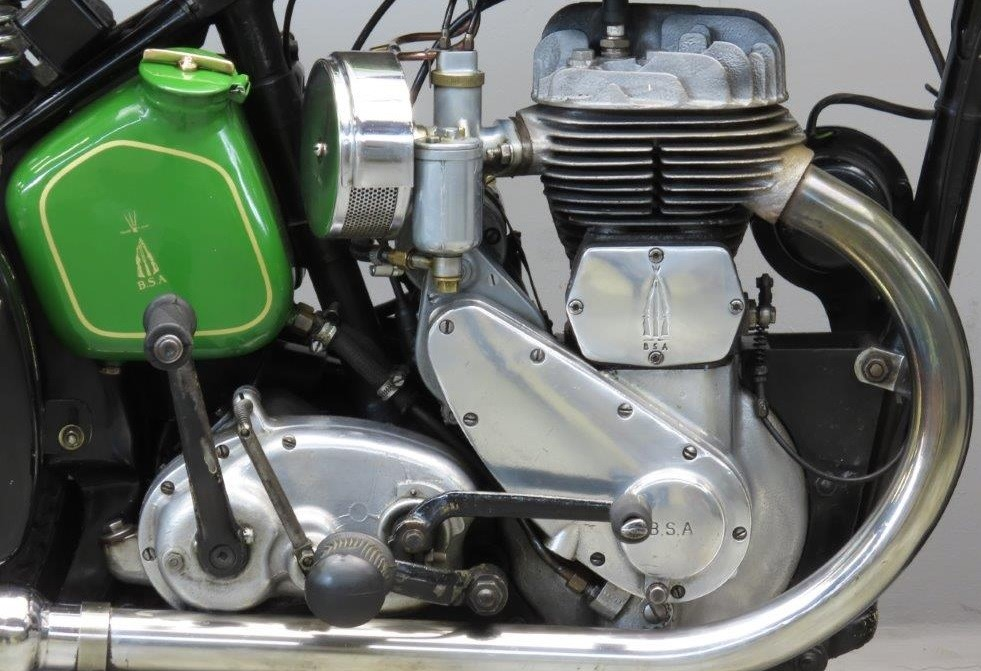
De M20-motor van Val Page met het kenmerkende vleugelvormige deksel voor de aandrijving van de magdyno, die nu achter de cilinder zat en het gestyleerde dekseltje over de kleppen. Onder het zadel zit de olietank, linksonder de vierversnellingsbak met kickstarter.
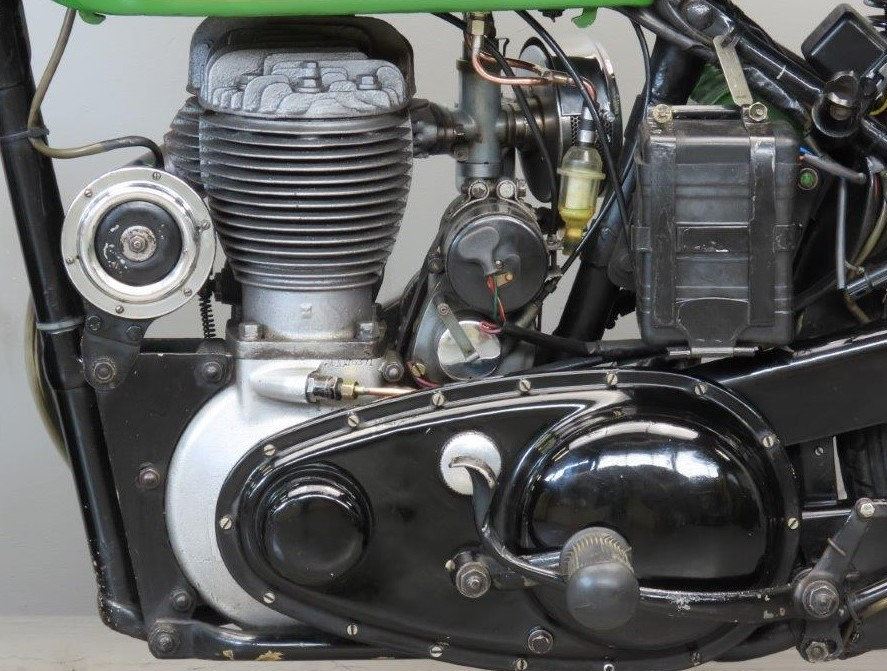
De linkerkant van de motor met links de elektrische claxon, voor op de kettingkast de uitstulping voor de transmissiedemper, achter de cilinder de magdyno en daarachter de accu.
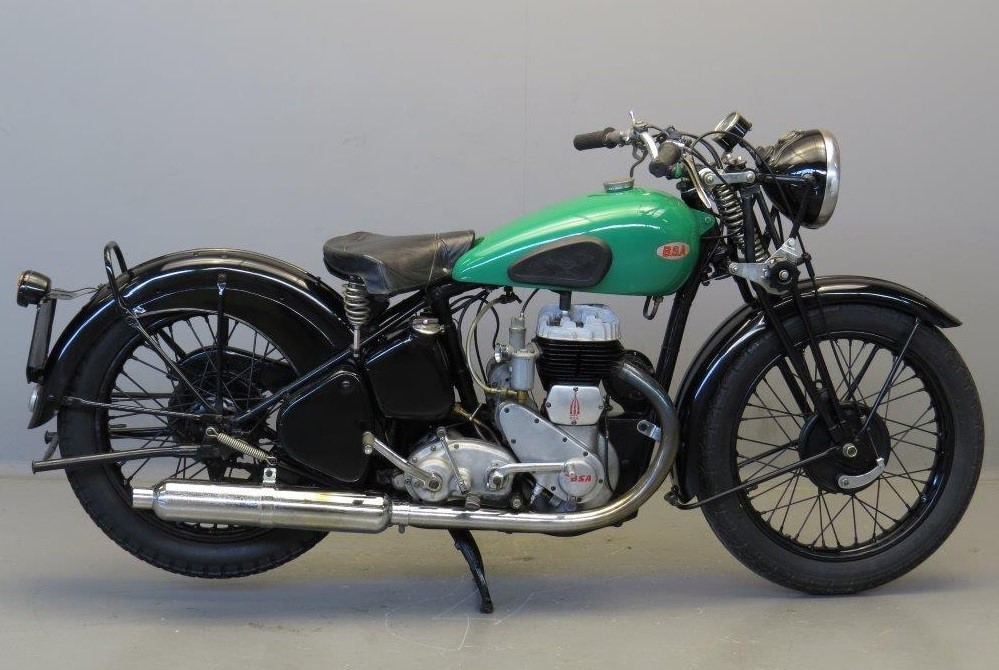
BSA M20 uit 1940
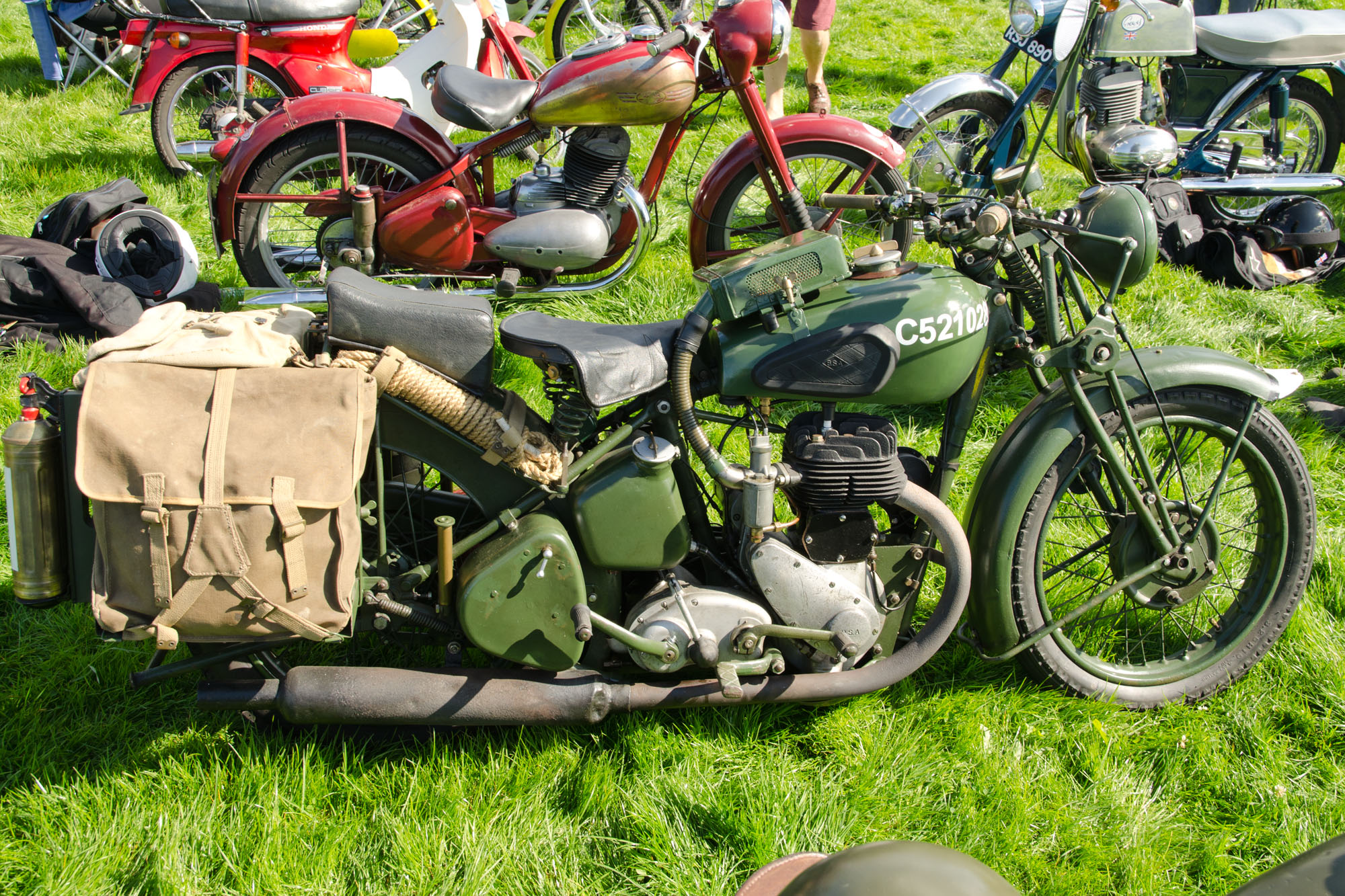
BSA W-M20 voorzien van de Vokes-luchtfilterkast op de tank.
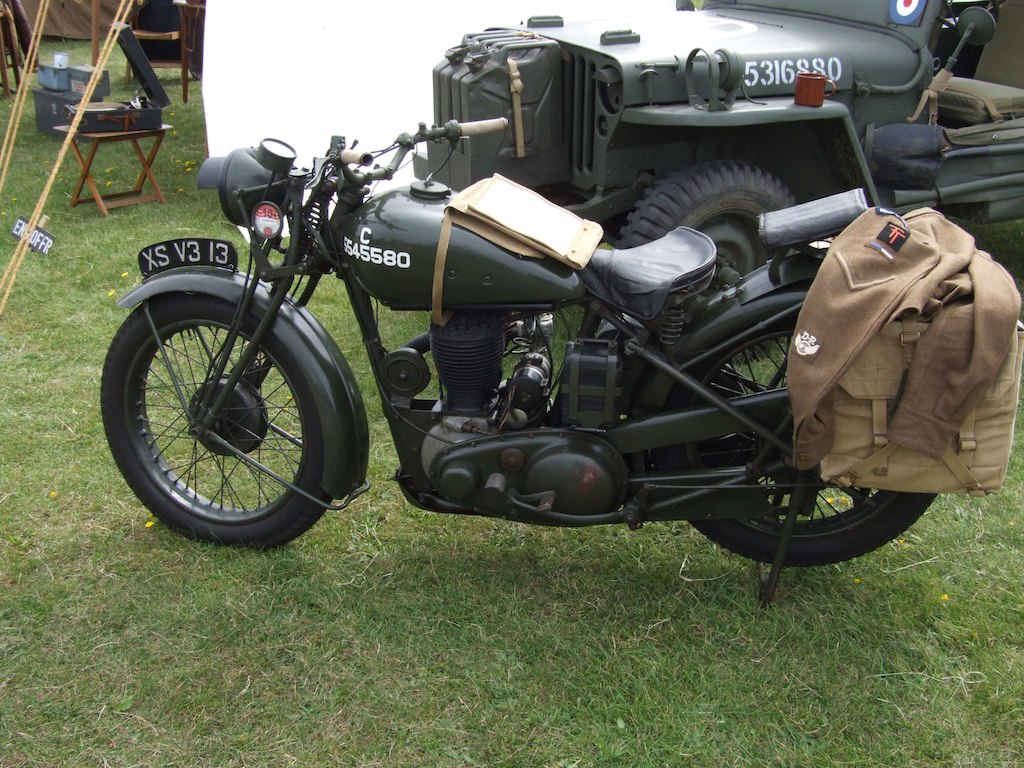
Door de lange zijstandaard (die onder het zadel schuin naar achteren loopt) moest het bagagerek van de K-M20 naar achteren worden verplaatst.
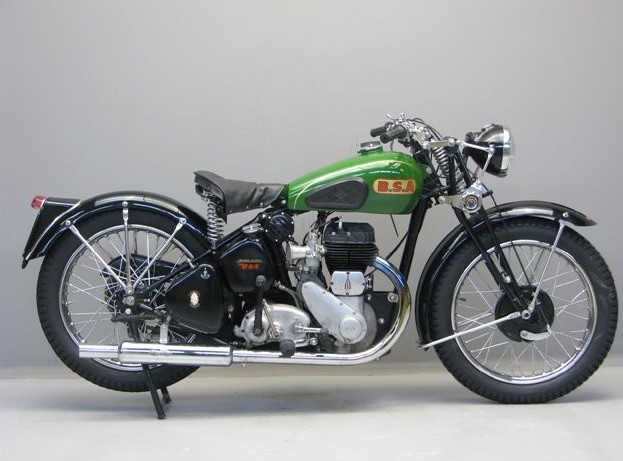
BSA M20 uit 1944
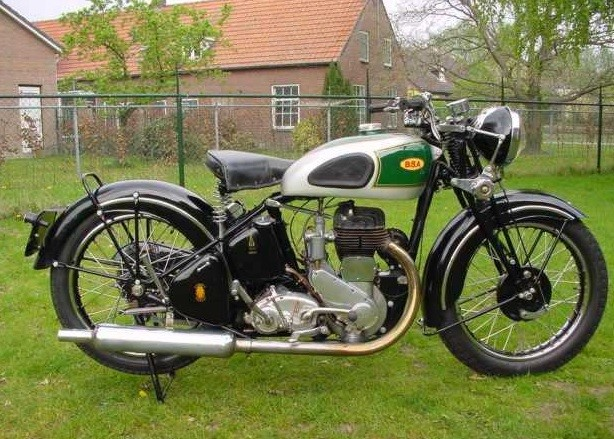
Deze BSA M20 uit 1942 is waarschijnlijk een W-M20 die bij restauratie is teruggebracht naar de civiele versie. De kleuren komen overeen met die van 1939 en 1940.

### Technische gegevens
| BSA                    | M20 Tourer                          | M20 Standard                        | M20 De Luxe                         | K-M20                               | W-M20                               | M20                                                   |
| ---------------------- | ----------------------------------- | ----------------------------------- | ----------------------------------- | ----------------------------------- | ----------------------------------- | ----------------------------------------------------- |
| Periode                | 1937-1938                           | 1939                                | 1939                                | 1939                                | 1940-1945                           | 1940 en 1946-1963                                     |
| Categorie              | Toer / zijspantrekker               | Toer / zijspantrekker               | Toer / zijspantrekker               | Militair prototype                  | Militair                            | Toer / zijspantrekker                                 |
| Motortype              | Zijklepmotor                        | Zijklepmotor                        | Zijklepmotor                        | Zijklepmotor                        | Zijklepmotor                        | Zijklepmotor                                          |
| Bouwwijze              | Dwarsgeplaatste staande eencilinder | Dwarsgeplaatste staande eencilinder | Dwarsgeplaatste staande eencilinder | Dwarsgeplaatste staande eencilinder | Dwarsgeplaatste staande eencilinder | Dwarsgeplaatste staande eencilinder                   |
| Koeling                | Lucht                               | Lucht                               | Lucht                               | Lucht                               | Lucht                               | Lucht                                                 |
| Boring                 | 82 mm                               | 82 mm                               | 82 mm                               | 82 mm                               | 82 mm                               | 82 mm                                                 |
| Slag                   | 94 mm                               | 94 mm                               | 94 mm                               | 94 mm                               | 94 mm                               | 94 mm                                                 |
| Cilinderinhoud         | 496,4 cc                            | 496,4 cc                            | 496,4 cc                            | 496,4 cc                            | 496,4 cc                            | 496,4 cc                                              |
| Carburateur(s)         | Amal 76                             | Amal 276                            | Amal 276                            | Amal 276                            | Amal 276                            | Amal 276, vanaf 1945: Amal Monobloc                   |
| Smeersysteem           | Dry-sumpsysteem                     | Dry-sumpsysteem                     | Dry-sumpsysteem                     | Dry-sumpsysteem                     | Dry-sumpsysteem                     | Dry-sumpsysteem                                       |
| Compressieverhouding   | 4,9:1                               | 4,9:1                               | 4,9:1                               | 4,9:1                               | 4,9:1                               | 4,9:1                                                 |
| Max. Vermogen          | 13 pk bij 4.200 tpm                 | 13 pk bij 4.200 tpm                 | 13 pk bij 4.200 tpm                 | 13 pk bij 4.200 tpm                 | 13 pk bij 4.200 tpm                 | 13 pk bij 4.200 tpm                                   |
| Topsnelheid            | 100 km/h                            | 100 km/h                            | 100 km/h                            | 100 km/h                            | 100 km/h                            | 100 km/h                                              |
| Primaire aandrijving   | Ketting                             | Ketting                             | Ketting                             | Ketting                             | Ketting                             | Ketting                                               |
| Koppeling              | Meervoudige droge plaat             | Meervoudige droge plaat             | Meervoudige droge plaat             | Meervoudige droge plaat             | Meervoudige droge plaat             | Meervoudige droge plaat                               |
| Versnellingen          | 4                                   | 4                                   | 4                                   | 4                                   | 4                                   | 4                                                     |
| Secundaire aandrijving | Ketting                             | Ketting                             | Ketting                             | Ketting                             | Ketting                             | Ketting                                               |
| Rijwielgedeelte        | Semi-dubbel wiegframe               | Semi-dubbel wiegframe               | Semi-dubbel wiegframe               | Semi-dubbel wiegframe               | Semi-dubbel wiegframe               | Semi-dubbel wiegframe                                 |
| Voorvork               | Girder-type BSA                     | Girder-type BSA                     | Girder-type BSA                     | Girder-type BSA                     | Girder-type BSA                     | Girder-type BSA, vanaf 1948: telescoopvork            |
| Achtervork             | Star                                | Star                                | Star                                | Star                                | Star                                | Star, vanaf 1951: plunjervering, vanaf 1958: swingarm |
| Wielbasis              | 1372 mm                             | 1372 mm                             | 1372 mm                             | 1372 mm                             | 1372 mm                             | 1372 mm                                               |
| Bodemvrijheid          | 120 mm                              | 120 mm                              | 120 mm                              | 120 mm                              | 120 mm                              | 120 mm                                                |
| Remmen                 | Trommelremmen                       | Trommelremmen                       | Trommelremmen                       | Trommelremmen                       | Trommelremmen                       | Trommelremmen                                         |
| Tankinhoud             | 13,6 liter                          | 13,6 liter                          | 13,6 liter                          | 13,6 liter                          | 13,6 liter                          | 13,6 liter                                            |
| Droog gewicht          | 167 kg                              | 167 kg                              | 167 kg                              | 167 kg                              | 167 kg                              | 167 kg                                                |
| Voorganger             | W6                                  | M20 Tourer                          | M20 Tourer                          | Geen                                | K-M20                               | M20 Standard                                          |
| Opvolger               | M20 Standard                        | M20                                 | M20                                 | W-M20                               | B40 WD                              | Geen                                                  |